# ドラミちゃん ハロー恐竜キッズ!!
『ドラミちゃん ハロー恐竜キッズ!!』（ドラミちゃん ハローきょうりゅうキッズ!!）は、ドラえもんの妹であるドラミの活躍を描いた『ドラミちゃん』シリーズの第3作目で、1993年3月6日に公開された映画『ドラえもん のび太とブリキの迷宮』の併映作品。原作は藤子・F・不二雄、監督は原恵一、脚本は西村考史、作画監督は高倉佳彦、音楽は田中公平。

## 概要
映画ドラミちゃんの第3作目となる今作はセワシたちがメインキャラとなった初めての作品である。タイムマシンで恐竜時代に行くというコンセプトは映画ドラえもん第1作の『のび太の恐竜』のドラミ版ともいえる。
劇中に白亜紀の恐竜としてウルトラサウルスが登場するが、ウルトラサウルスが生息していたと考えられていたのはジュラ紀であり、ウルトラサウルス自体も現在ではスーパーサウルスとブラキオサウルスの化石が混合された状態で見つかった実在しない恐竜であることがわかっている。
本作品が公開された1993年は、日米で恐竜ブームが起きており、特に恐竜の子供が登場する作品が多く、本作品もその1つに数えられる。

## 物語
セワシの住む高層マンションに鳥の巣を発見したセワシとその友達のミエ吉、アントンは鳥が恐竜の子孫か確かめるためにドラミちゃんといっしょにタイムマシンで白亜紀に出発する。
しかし、道に迷いタケコプターのバッテリーが切れ、歩いてタイムマシンの出入り口を探すうちに疲れ果てて恐竜の巣で寝入ってしまった。目覚めた時にセワシたちが発見したのは恐竜のたまごだった。
子育てをする珍しい恐竜、マイアサウラに食べ物を貰ったアントンたちは恩返しに恐竜のたまごを孵そうとするが…。

## おもな登場人物
ドラミ
声優 - 横沢啓子
ドラえもんの妹。
セワシ
声優 - 太田淑子
のび太の孫の孫。
ミエ吉
声優 - 山口勝平
セワシの友達。蝶ネクタイをしており、派手なパンツも着用。臆病だが恐竜に詳しい。
アントン
声優 - 桜井敏治
セワシの友達。大きな身体と優しい心の持ち主。
マイ助
声優 - 大谷育江
白亜紀でドラミたち一行が見つけた卵から孵化したマイアサウラの赤ちゃん。「キューイ」と声を出している。
ジュラノシン
声優 - 二又一成
白亜紀において、恐竜を恐竜ハンターから守る環境保護ロボット。

## 登場する恐竜
- マイアサウラ- 草食恐竜。群れで営巣し子育てを行っている。
- ティラノサウルス - 大型肉食恐竜。マイアサウラ達を捕食しようと襲撃してくる。
- ウルトラサウルス - 非常に大型の草食恐竜。おたすけ大福を食べたことでドラミ達を助ける。
- トロオドン - 小型肉食恐竜。群れでマイアサウラの巣を襲ってくる。
- トリケラトプス - 角をもった草食恐竜。群れで水浴びをしていた。
- ランベオサウルス - 鶏冠が特徴の草食恐竜。森で餌を食べていたがティラノサウルスに襲われてしまった。

## スタッフ
- 原作 - 藤子・F・不二雄
- 監督 - 原恵一
- 脚本 - 西村孝史
- 作画監督 - 高倉佳彦
- 美術監督 - 明石聖子
- 撮影監督 - 熊谷正弘
- 録音監督 - 大熊昭
- 音楽 - 田中公平
- 演出助手 - 高柳哲司
- 動画チェック - 加来哲郎
- 色指定 - 照屋美和子
- 原画 - 佐々木正勝、吉田忠勝、林静香、尾鷲英俊、大塚正実、高倉佳彦、林一哉、林桂子、木場田実、児山昌弘、かわむらあきお、宍戸久美子、西村博之
- 動画 - 田中信二、西村孝仁、橋本義美、宮澤努、川口理恵、小林哲也、谷口繁則、後藤祐司、津嘉田道彦、千島知明、石川慎亮、天野守、海老名雅貴
- 動画進行 - 黒岩清秀
- 仕上 - トレーススタジオM、ムー・アニメーション・スタジオ、スタジオ九魔、スタジオタージ
- 特殊効果 - 土井通明
- 背景 - スタジオユニ
- 撮影 - 東京アニメーションフィルム
- エリ合成 - 末弘孝史、海老島良
- 編集 - 岡安肇、小島俊彦、中葉由美子、村井秀明、川崎晃祥、三宅圭貴
- 効果 - 松田昭彦（フィズサウンドクリエイション）
- 整音 - 柴田信弘、宮下義和、山本寿
- 録音スタジオ - APUスタジオ
- スタジオ協力 - 日映録音株式会社
- 録音制作 - オーディオプランニングユー
- 制作アシスタント - 飯草良花
- 制作デスク - 小澤恵
- 技術協力 - 森幹生
- タイトル - 道川昭
- 現像 - 東京現像所
- 制作進行 - 水島努、星野達也
- 制作デスク - 和田泰
- プロデューサー - 別紙壮一、増子相二郎、小泉美明
- 制作協力 - 藤子プロ、ASATSU
- 制作 - シンエイ動画、小学館、テレビ朝日

## 主題歌
ハロー! ドラミちゃん
作詞 - 吉元由美、作曲・編曲 - 菊池俊輔、歌 - 山野さと子（コロムビアレコード）

## ビデオソフト
DVD『映画ドラミちゃん ハロー恐竜キッズ!! / チンプイ エリさま活動大写真』
2005年7月20日発売
『チンプイ エリさま活動大写真』が同時収録されている。
レンタル専用DVD『ドラミちゃん ハロー恐竜キッズ!! / ドラミ&ドラえもんズ ロボット学校七不思議!?』
2005年8月19日レンタル開始
『ドラミ&ドラえもんズ ロボット学校七不思議!?』が同時収録されている。